# 佐竹義昭
佐竹 義昭（さたけ よしあき）は、常陸の戦国大名で、佐竹氏の第17代当主。常陸太田城主。

## 生涯
享禄4年（1531年）8月23日、第16代当主・佐竹義篤の次男として生まれる。異母長兄の義友が庶子のために、後継者に定められた。
天文14年（1545年）、父の死により家督を相続して第17代当主となる。この頃の佐竹氏は内紛を収拾して、常陸北部を支配する戦国大名に成長していた。このため、常陸統一に向けて勢力拡大に励んだ。
小田政治と共同して江戸忠通と戦い、勝利した。弘治3年（1557年）、宇都宮氏で内紛が勃発すると、当主の宇都宮広綱の宇都宮城への復帰に協力し、のち娘を嫁がせている。永禄元年（1558年）には岩城重隆が常陸に侵攻してくるが、これを小里で破り、婚姻関係を理由に有利な和睦を結んだ。永禄3年（1560年）には結城晴朝を攻めて勝利し、さらに白河晴綱の寺山城（福島県棚倉町）を攻めて勝利した。永禄5年（1562年）には上杉輝虎（上杉謙信）と同盟を結んで小山城を攻めた。この年に長男の義重に家督を譲って隠居し、常陸府中城に移ったが、なおも実権は握り続けた。
永禄6年（1563年）には那須資胤と戦って勝利し、永禄7年（1564年）には北条氏康や結城晴朝と手を結んだ小田氏治の攻撃を受けるが、義昭は上杉謙信・宇都宮広綱と手を結んで逆に小田領に侵攻して小田城を奪取し、氏治を土浦城にまで追いつめた（小田城の戦い）。また、継室の実家である大掾氏に乗り込んで、事実上同氏を傘下に収めた。
永禄8年（1565年）11月3日、常陸統一を目前にして突如として急死した。享年35。このため、佐竹氏の常陸統一は後一歩のところでならなかった。

## 人物・逸話
- 天文15年（1546年）、河越夜戦にて関東管領・上杉憲政が北条氏康に大敗した。憲政は、当時常陸に勢力を拡大して勢いに乗る義昭に、関東管領職と（山内）上杉氏の家名を継承してもらう代わりに保護を求めたという（山内上杉氏から佐竹義人（第12代当主）を婿養子に迎えて以降、佐竹氏は上杉氏の男系子孫となっていた）。しかし、義昭は父系が代々世襲した関東管領職にこそ魅力を感じたようだが、系譜上（母系）として清和源氏義光流の末裔としての佐竹氏の誇りからか、上杉氏の家名を継承する気にはなれず、これを拒否したという（なお、これと似た話として、義人の甥である上杉憲実と息子である佐竹実定の間で行われて、実際に上杉家中の反対で内紛になったことが知られている）。
- 若くして隠居した理由は不明で、35歳で死去していることから、病弱だったのではないかと思われる。

## 偏諱を与えた人物
- 和田昭為（家臣）
- 真壁義幹[2] - 永禄4年（1561年）2月16日